# 呼吸急促
呼吸急促（Tachypnea）又称呼吸过速、气促、气急，是呼吸異常變快的情形，一般定义为成人呼吸频率超过 24次/分的现象。簡單來說，就是比平時的呼吸速度更快。呼吸困难（dyspnea）或呼吸窘迫则是类似术语，描述一种自觉症状，可能外界不易观察出来。
成人在休息時，正常的呼吸率是在每分鐘12次到20次之間，所以也有定义若每分鐘超過 20次即為呼吸急促。兒童的靜息呼吸率比成年人高很多，在出生後頭三年會快速下降，之後會持續下降，一直到18歲為止。呼吸急促也可能是兒童肺炎的早期醫學徵象。

## 和其他症狀的差異

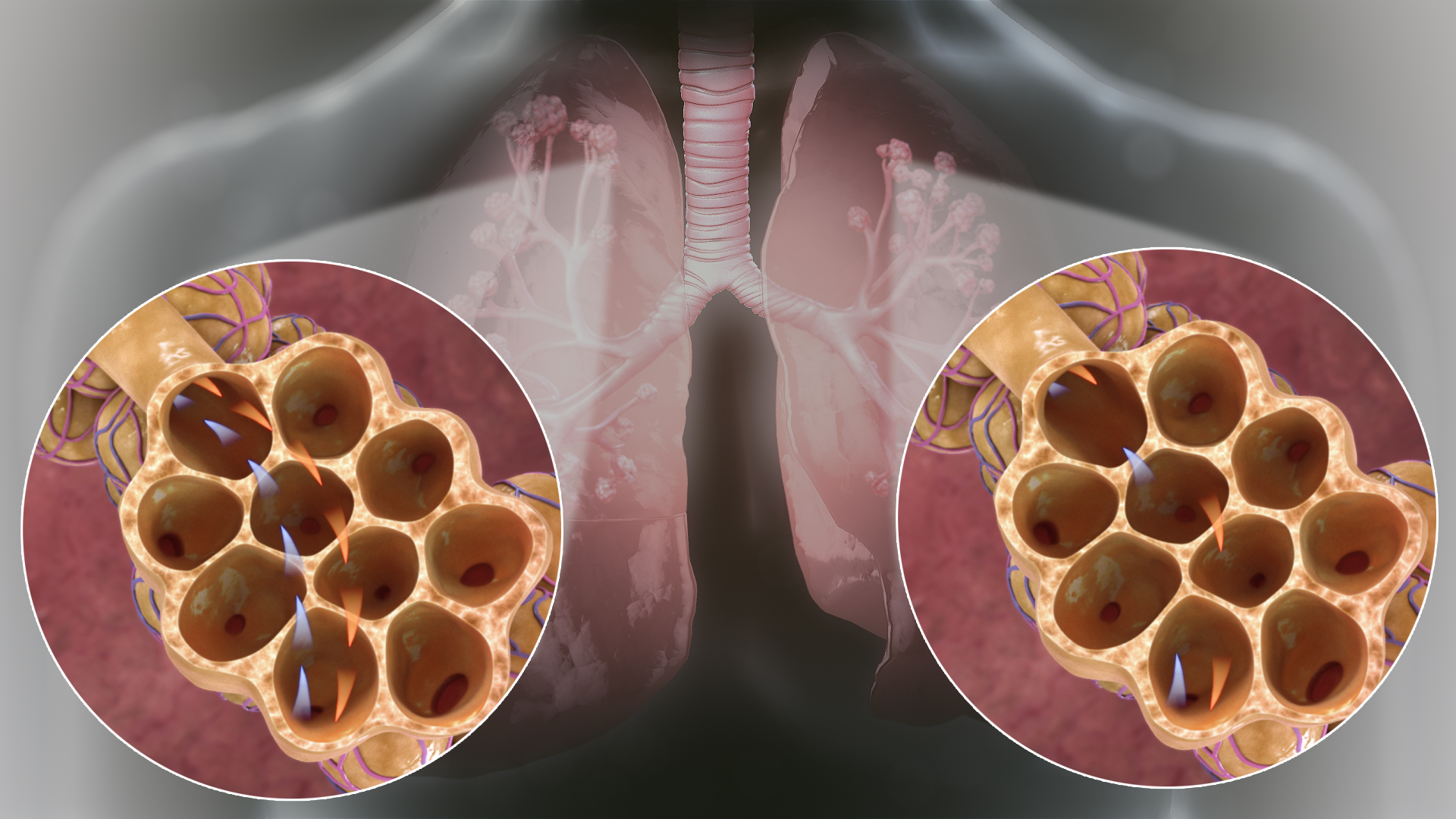
比較过度换气（左圖）和呼吸深快（右圖）

不同的醫學資料對於呼吸相關的名詞，也有不同的定義。
有些來源認為呼吸急促就是指呼吸率較高的情形。过度换气（Hyperventilation）是指肺泡通氣量增加（可能因為呼吸加快或是深呼吸而造成，也有可能二者都是），而代謝產生二氧代碳量的增加幅度比呼吸率的增加要少。呼吸深快則是呼吸的速度及呼吸深度都比靜息時的呼吸要高。
也有些來源有不同的定義：呼吸急促就是指呼吸率較高，过度换气是指靜息時的呼吸率較高，呼吸深快是指呼吸率的增加大致和體內代謝率的增加成正比，
第三種定義是：呼吸急促是指體內細胞呼吸的異常變快（不過也有人提出異議，認為細胞呼吸和一般的呼吸不能混為一談），过度换气是呼吸率或呼吸深度的異常增加，已經增加到讓血液中二氧化碳濃度變低的情形，呼吸深快只是呼吸率或呼吸深度的異常增加

## 成因
呼吸急促可能是因為生理因素造成，也可能是病理因素造成。這兩類因素中都包括許多個別的因素。例如生理性因素中都包括了運動。而病理性因素可能是敗血症症狀、因補償糖尿病酮症酸中毒或其他代謝性酸中毒所產生、肺炎, 胸腔積液、一氧化碳中毒、肺栓塞、哮喘、慢性阻塞性肺病、喉痙攣、过敏造成呼吸道水腫、異物吸入、氣管支氣管軟化、充血性心臟衰竭、焦慮等原因。

## 字源
呼吸急促的英文tachypnea（/ˌtækɪpˈniːə/）是結合了tachy-和-pnea，有呼吸快速、呼吸困難之意。